# Leuchtturm Watum
Der Leuchtturm Watum war ein Leuchtturm an der Emsmündung in der niederländischen Provinz Groningen. Der 1888 erbaute Leuchtturm wurde im April 1945 durch einen englischen Luftangriff zerstört.

## Bau
Der Leuchtturm wurde im Rahmen des deutsch-niederländischen Projektes Beleuchtung der Unter-Ems als eines von fünf Leitfeuern geplant und 1888 fertiggestellt. Bis zu diesem Zeitpunkt war die Unter-Ems wegen fehlender Leuchtfeuer nachts nur schwer zu befahren. Der Leuchtturm Watum hatte drei Stockwerke und eine Bauwerkshöhe von 10,5 Metern. Im Jahre 1895 wurde der Turm um eine Dienstwohnung für den Leuchtturmwärter und einen Gehilfen erweitert. 

## Zerstörung im Zweiten Weltkrieg
Im Zweiten Weltkrieg nutzten deutsche Soldaten den Leuchtturm, um sich dort gegen anrückende kanadische Soldaten zu verschanzen. Aufgrund der Heftigkeit des deutschen Widerstandes gegen die Befreiung von Delfzijl wurde der Leuchtturm Watum am 25. April 1945 durch englische Kampfflugzeuge bombardiert und zerstört.